# Dasyhelea montivegeta
Dasyhelea montivegeta är en tvåvingeart som beskrevs av Yu 2000. Dasyhelea montivegeta ingår i släktet Dasyhelea och familjen svidknott. Inga underarter finns listade i Catalogue of Life.